# Temelucha grapholithae
Temelucha grapholithae är en stekelart som först beskrevs av Joseph Augustine Cushman 1935.  Temelucha grapholithae ingår i släktet Temelucha och familjen brokparasitsteklar. Inga underarter finns listade i Catalogue of Life.